# ميخائيل كلين
ميخائيل كلين (بالإنجليزية: Michael Clyne)‏ هو لغوي أسترالي، ولد في 12 أكتوبر 1939، وتوفي في 29 أكتوبر 2010.